# Вишери, Луи Жозеф
Барон Луи Жозеф Вишери фр. Louis Joseph Vichery; 23 сентября 1767, Фреван — 22 февраля 1841, Париж) — французский военачальник, бригадный генерал голландской армии (с 1807), дивизионный генерал Франции (с 1813), участник революционных и наполеоновских войн. Имя генерала выбито на Триумфальной арке в Париже.

## Биография

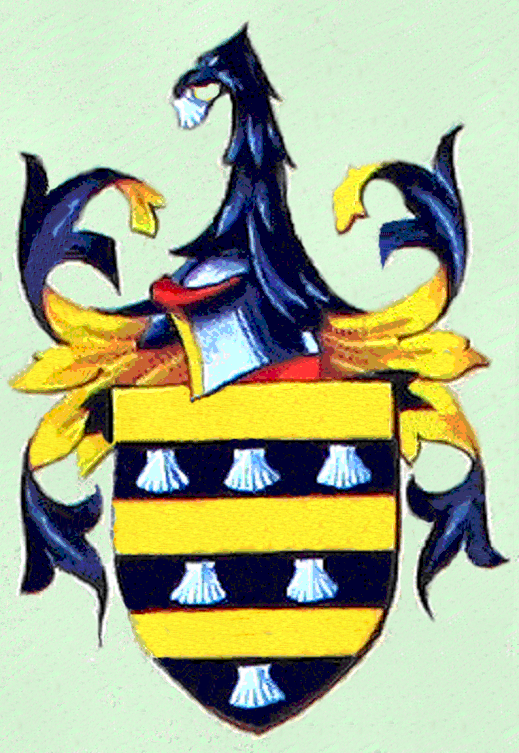
Герб барона Вишери

Родился в семье среднего достатка. В 1781 году в 13-летнем возрасте поступил добровольцем на французскую военную службу. В 1787 году вышел в отставку с чине сержанта. Во время Брабантской революции против Габсбургов в начале 1790 года в чине сержанта присоединился к армии Бельгийских соединённых штатов.
Позже вернулся во Францию и в 1791 году вступил в Национальную гвардию Парижа. Участник Французской революции. В 1792—1796 годах сражался в рядах Северной Армии. В 1793—1794 годах служил адъютантом, в 1797 году — подполковник и генерал-адъютант генерала Дюмонсо в армии Батавской республики.
В качестве начальника штаба 3-й дивизии генерала Дюмонсо в составе Великой армии участвовал в кампании 1805 года. В сентябре 1806 года — бригадир голландской службы, в марте 1807 года — адъютант короля Голландии Людовика Бонапарта.
В апреле 1807 года ему был присвоен чин бригадного генерала, с июля 1810 года возглавлял бригаду дивизии генерала Г. Молитора, с сентября 1810 года — командир бригады 2-й пехотной дивизии генерала графа М. Клапареда IX-го корпуса Армии Испании. В ходе Пиренейских войн в 1809 году отличился сражаясь с гверильясами в битве при Альканьисе.
После отречения Людовика Бонапарта и присоединения Голландии к Империи в ноябре 1810 года возвратился на французскую службу в чине бригадного генерала, отличился 5 мая 1811 года в битве при Фуэнтес-де-Оноро.
В июня 1811 года назначен командиром 1-й бригады 2-й дивизии генерала М. Клапареда V-го корпуса Армии Испании в Андалузии, с февраля 1812 года — командир 2-й бригады 4-й пехотной дивизии генерала Ж. Леваля 4-го армейского корпуса Южной Армии.
В февраля 1813 года был ранен в сражении при Сигуэнсе. 30 мая 1813 года стал дивизионным генералом, в июле 1813 года назначен командиром 50-й пехотной дивизии 13-го армейского корпуса маршала Даву, принимал участие в обороне Гамбурга, 8 сентября 1814 года — комендант Дюнкерка.
Во время «100 дней» присоединился к Наполеону и 31 марта 1815 года возглавил 13-ю пехотную дивизию 4-го корпуса генерала Жерара. Участвовал в Бельгийской кампании, в 1815 году сражался при Линьи и Вавре.
После Реставрации Бурбонов оставался с июля 1815 года вне штата. В августе 1830 года стал член Комиссии бывших офицеров, в феврале 1831 года возвратился к активной службе и 13 мая 1831 года занял пост генерального инспектора пехоты 4-го и 12-го военных округов, с 5 июля 1832 года — генеральный инспектор пехоты 13-го военного округа, в феврале 1833 года вышел в отставку.
Скончался от инсульта в возрасте 63 лет и был похоронен на кладбище Монмартр.